# 打草穀
打草穀，指遊牧民族如契丹士兵到敵方的領地或佔領區內搶劫食物、貨幣，或其他物資，往往對敵國的平民百姓造成重大傷害。
《資治通鑑》記載947年正月及遼國軍隊四出「打草穀」，數百里無人煙。《遼史·第三十四卷·志第四》載：“人馬不給糧草，日遣打草穀騎四出抄掠以供之。”“其打草穀家丁，各衣甲持兵，旋團為隊，必先斫伐園林，然後驅掠老幼，運土木填壕塹；攻城之際，必使先登，矢石檑木並下，止傷老幼。”《新五代史‧四夷附錄一》： 「 德光已滅晉， 遣其部族酋豪……括借天下錢帛以賞軍。 胡兵人馬不給糧草， 遣數千騎分出四野， 劫掠人民， 號為『打草穀』。」《資治通鑑‧後漢高祖天福十二年》：「趙延壽請給上國兵廩食。 契丹主曰：『吾國無此法』。 乃縱胡騎四出， 以牧馬為名， 分番剽掠， 謂之『打草穀』。」
金庸《天龍八部》寫喬峰打獵時曾遇契丹兵至宋界打草穀歸來。